# The Great Muppet Caper
The Great Muppet Caper (bra: A Grande Farra dos Muppets) é um filme de comédia musical de thriller criminal de 1981 e o segundo filme da franquia Muppets. O filme foi produzida por ITC Entertainment e The Jim Henson Company e distribuído por Universal Pictures, lançado em 1981 e tem 95 minutos de duração. Foi dirigido por Jim Henson e contem muitas músicas originais de Joe Raposo.[carece de fontes?] Nessa sequência, Caco e Fozzie são irmãos gêmeos (apesar de um ser um sapo e o outro um urso) que trabalham como jornalistas e Gonzo os acompanha como fotógrafo. Os três são mandados para a Inglaterra para investigar um roubo de um colar de diamantes, e acabam se metendo em muitas encrencas.

## Sinopse
Caco e Fozzie além de serem irmãos gêmeos são repórteres investigativos do jornal Daily Chronicle. Um dia, depois que o trio não relatou um grande roubo de joias, eles pediram ao editor que lhes permitisse viajar para Londres para investigar o roubo e entrevistar a vítima, a importante estilista Lady Holiday. mais por causa do pouco dinheiro que tem eles vão para o Happiness Hotel, onde conhecem a Miss Piggy e o restante dos Muppets e se metem em várias encrencas.

## Elenco
Elenco principal:
- Diana Rigg como Lady Holiday, uma famosa estilista britânica que foi vítima de um roubo de joias.
- Charles Grodin como Nicky Holiday, irmão de Lady Holiday. Embora se apaixone por Miss Piggy, ele comete roubos de joias em sua irmã, assistidos por três de suas modelos, Carla, Darla e Marla.
- Erica Creer como Marla
- Kate Howard como Carla
- Della Finch como Darla

### Muppeteres
- Jim Henson como Caco, Rowlf, Dr. Dentuço, Waldorf, o Chef Sueco,The Muppet Newsman
- Frank Oz como Miss Piggy, Fozzie, Animal, Sam Eagle.
- Jerry Nelson como Floyd Pepper, Pops, Lew Zealand, Louis Kazagger.
- Richard Hunt como Scooter, Statler, Docinhos, Janice, Taça.
- Dave Goelz como O Grande Gonzo, Beauregard, Zoot, Dr. Bunsen Honeydew
- Steve Whitmire como Rizzo, o Rato, Lábios
- Louise Gold como Annie Sue e Lou
- Kathryn Mullen como Gaffer the Cat.

### Participações especiais
- John Cleese como Neville, um proprietário britânico rico de meia-idade, um tanto indiferente, mas bondoso.
- Joan Sanderson como Dorcas, a esposa apática e um tanto monótona de Neville.
- Jack Warden como Mike Tarkenian, editor-chefe do The Daily Chronicle.
- Peter Falk como Tramp (sem créditos).
- Robert Morley como um cavalheiro britânico por Pond.
- Peter Ustinov como motorista de caminhão, que tem seu caminhão roubado pela Miss Piggy.
- Caroll Spinney como Oscar the Grouch
- Jim Henson como hóspede em um restaurante.
- Frank Oz como repórter da The Cronic.
- Michael Robbins como Henderson, o guarda de segurança da Galeria Mallory.
- Peter Hughes como Stanley, um Maitre D ' no Dubonnet Club.
- Peggy Aitchison como guarda da prisão onde Miss Piggy está detida.
- Tommy Godfrey como condutor de ônibus.
- Richard Hunt como motorista de táxi.
- Jerry Nelson como um homem em um parque.

## Recepção

### Bilheteria
Após o sucesso de The Muppet Movie e com boas críticas, esperava-se que o filme fosse um sucesso, mas arrecadou apenas metade da quantidade do filme anterior, com US $ 31 milhões nos EUA. Alguns pensaram que o uso da palavra "alcaparra" no título foi um erro.

### Resposta crítica
A Great Muppet Caper recebeu críticas positivas em geral. O filme possui uma taxa de aprovação de 76% com base em 21 avaliações no site de crítica agregada Rotten Tomatoes, com uma pontuação média de 6,47 / 10. O consenso do site diz que "Está sequência é superlotada e desigual, mas a presença atraente de Kermit, Miss Piggy e a gangue garantem que esse golpe de assalto seja sempre agradável de assistir". No Metacritic tem uma aprovação de 70/100 numa escala de 0 à 100 adquirindo o certificado de "análises geralmente favoráveis".

## Lançamento
The Great Muppet Caper foi lançado nos cinemas em 26 de junho de 1981 nos Estados Unidos e em 30 de julho de 1981 no Reino Unido. Em comemoração ao 40º aniversário do filme, The Great Muppet Caper voltou aos cinemas por dois dias, em 8 e 11 de agosto de 2021.

### Mídia doméstica
O filme foi lançado pela primeira vez em Betamax, VHS e LaserDisc em 1982 pela 20th Century Fox Video.  Em 29 de janeiro de 1993, Buena Vista Home Video, sob o selo Jim Henson Video, relançou o filme em VHS e LaserDisc. Foi relançado em VHS e lançado em DVD pela primeira vez pela Columbia Tristar Home Video e Jim Henson Home Entertainment em 1 de junho de 1999. Posteriormente, foi lançado em DVD pela Columbia Tristar Home Entertainment e Jim Henson Home Entertainment em 10 de julho de 2001 e posteriormente em 29 de novembro de 2005 por Walt Disney Home Entertainment como na edição de 50 anos de aniversário de Kermit (Kermit's 50th Anniversary Edition).
Em 10 de dezembro de 2013, a Walt Disney Studios Home Entertainment lançou The Great Muppet Caper em Blu-ray e DVD, junto com filme  Muppet Treasure Island.

## Música
As músicas e a trilha sonora do filme foram escritas e compostas por Joe Raposo. Em 1982, Raposo foi indicado ao Oscar de Melhor Canção Original por "The First Time It Happens", mas perdeu para "Arthur's Theme (Best That You Can Do)", de Burt Bacharach, Carole Bayer Sager, Christopher Cross e Peter Allen do filme Arthur.
Em 1981, Miss Piggy ganhou o Youth in Film Award de Best Young Musical Recording Artist por sua performance de "The First Time It Happens", tornando-se o primeiro e único destinatário não humano na história do prêmio.

### Trilha sonora
The Great Muppet Caper: The Original Soundtrack é a trilha sonora do filme de mesmo nome, lançado originalmente em 1981 pela Atlantic Records em LP e cassete. O álbum contém todas as músicas do filme, bem como várias partes de diálogo e trilha sonora.  O álbum alcançou a posição 66 na parada de LPs e fitas da Billboard em 1981.
Em 1993, a trilha sonora foi relançada no formato CD pela BMG Kidz e Jim Henson Records.
Lista de músicas
Todas as músicas são escritas por Joe Raposo.
| N.º            | Título                                                                 | Intérprete(s)                     | Duração |  |
| 1.             | "The Main Title" (Instrumental)                                        |                                   | 02:48   |  |
| 2.             | "Hey A Movie!"                                                         | Caco, o Sapo, Urso Fozzie e Gonzo | 02:44   |  |
| 3.             | "The Big Red Bus" (Instrumental)                                       |                                   | 01:25   |  |
| 4.             | "Happiness Hotel"                                                      | Os Muppets                        | 03:07   |  |
| 5.             | "Lady Holiday" (Instrumental)                                          |                                   | 01:13   |  |
| 6.             | "Steppin' Out With a Star"                                             | Caco, o Sapo, Urso Fozzie e Gonzo | 02:32   |  |
| 7.             | "The Apartment" (Instrumental)                                         |                                   | 00:54   |  |
| 8.             | "Night Life"                                                           | Dr. Teeth and The Electric Mayhem | 02:58   |  |
| 9.             | "The First Time It Happens"                                            | Caco, o Sapo e Miss Piggy         | 04:13   |  |
| 10.            | "Couldn't We Ride"                                                     | Os Muppets                        | 03:08   |  |
| 11.            | "Piggy's Fantasy"                                                      | Stuart Kale e Caco, o Sapo        | 03:58   |  |
| 12.            | "The Heist/The Muppet Fight Song/Muppets To The Rescue" (Instrumental) |                                   | 03:47   |  |
| 13.            | "Homeward Bound" (Instrumental)                                        |                                   | 00:52   |  |
| 14.            | "Finale: Hey a Movie!"                                                 | Os Muppets                        | 01:30   |  |
| 15.            | "Finale: The First Time It Happens"                                    | Caco, o Sapo e Miss Piggy         | 01:37   |  |
| Duração total: | Duração total:                                                         | Duração total:                    | 36:46   |  |